# Дзюбенко, Геннадий Игоревич
Геннадий Игоревич Дзюбенко (21 сентября 1970, Севастополь, Украинская ССР) — советский и украинский футболист, полузащитник, украинский футбольный судья, украинский и российский тренер.

## Биография
Воспитанник севастопольской ДЮСШ-5. В 1991 году сыграл в зональном турнире второй низшей лиги в составе севастопольской «Чайки» — семь голов в 50 играх. В 1992 году играл во второй российской лиге за «Аган» Радужный. В высшей лиге Украины в 1992—1994 годах провёл 24 игры за «Таврию» Симферополь, забил 7 голов. Финалист Кубка Украины 1993/94. Первую половину сезона 1994/95 отыграл в «Чайке». В России играл в командах первой лиги «Заря» Ленинск-Кузнецкий (1995—1997), «Томь» Томск (1998), «Арсенал» Тула (1999), «Факел» Воронеж (1999), «Кристалл» Смоленск (2000—2001). Профессиональную карьеру закончил в 2002 году в клубе второго дивизиона «Орёл».
Вернувшись в Крым, выступал на региональном и городском уровне за команды «Волна» Андреевка (2002, 2007, 2011—2012), КАМО (2004—2006), «Танго» Севастополь (2013—2016). С 2015 — главный тренер «Танго». В 2004—2011 годах работал футбольным судьёй.